# Walkersdorfer Berg
Der Walkersdorfer Berg ist ein 526 m ü. NHN hoher Berg des Rothaargebirges. Er liegt bei Gilsbach im nordrhein-westfälischen Kreis Siegen-Wittgenstein. Innerhalb der Dorfgemarkung ist er nach dem 527,7 m hohen Simberg die zweithöchste Erhebung.

## Geographie

### Lage
Der im Südteil des Rothaargebirges im Gemeindegebiet von Burbach zwischen dessen Ortsteil Gilsbach im Südsüdwesten, Wilnsdorf im Nordnordosten und dessen Ortsteil Wilden im Nordnordwesten gelegene Walkersdorfer Berg gehört zum Massiv der Kalteiche (579,3 m). Nach Nordnordosten leitet die Landschaft durch das Tal des Wildebachs (Wildenbach) mit dortigem Landeskroner Weiher zum Wildenberg (469,1 m) über, nach Nordosten durch jenes des Wildebach-Zuflusses Wiebelhäuser Bach und über den Löhrsberg (561,6 m) zur Kalteiche und nach Ostsüdosten vorbei am Holzholzer Kopf (542,9 m) zum Donnerhain (560,7 m). Nach Südsüdwesten leitet sie vorbei an der Hude (522 m) zum Simberg über, westsüdwestlich schließt sich der Steimel (489,7 m) und nordwestlich der Bautenberg (Baudenberg; 512,9 m) an. Auf dem Südhang des Walkersdorfer Bergs entspringt der Gilsbach, auf dem Westhang liegt, von Berggipfel aus betrachtet jenseits eines Sportplatzes, die Quelle des Bahlenbachseifen (Bahlenbachs Seifen), einem Zufluss des Volkersbachs.

### Naturräumliche Zuordnung
Der Walkersdorfer Berg gehört in der naturräumlichen Haupteinheitengruppe Süderbergland (Nr. 33) in der Haupteinheit Rothaargebirge (mit Hochsauerland) (333) und in der Untereinheit Dill-Lahn-Eder-Quellgebiet (333.0) zum Naturraum Kalteiche (mit Haincher Höhe) (333.00), wobei sich direkt südsüdwestlich in der Haupteinheit Siegerland (331) und in der Untereinheit Hellerbergland (331.3) ein Zipfel des Naturraums Mittleres Hellertal (331.31) anschließt.

## Schutzgebiete
Auf der Südwestflanke des Walkersdorfer Bergs liegt das Naturschutzgebiet Sehmbach-Quellgebiet (CDDA-Nr. 319105; 2002 ausgewiesen; 8 ha groß). Der Berg liegt im Landschaftsschutzgebiet Landeskroner Weiher, Wiebelhausen (CDDA-Nr. 322403; 1991; 8 km²).

## Verkehr und Sendeanlage
Westlich vorbei am Walkersdorfer Berg führt die dort maximal 483 m Höhe erreichende Landesstraße 723 als Verbindungsstraße von Gilsbach nach Wilden. Nordöstlich verläuft die Bundesautobahn 45 (Sauerlandlinie). Die Erhebung selbst ist auf Waldwegen und Pfaden zu erreichen. Im Osten der Gipfelregion steht nahe einer 520,3 m hohen Stelle ein Sendemast/-turm.